# Бури (внук Чагатая)
Бури — правнук Чингисхана, внук Чагатая, сын Мутугэна. Один из командующих в западном походе монголов.

## Биография
В 1237 году участвовал в походе на башкир, Волжскую Булгарию и мордву, зимой 1237—1238 годов — в первом походе на Русь. На обратном пути из Новгородской земли в степь корпус Кадана и Бури двигался восточнее основных сил, в том числе вторично за время похода пройдя по Рязанской земле. В самом начале мая 1238 года корпус подошёл под осаждаемый седьмую неделю основными силами Козельск, который был после этого взят за 3 дня.
В 1238 году у Бури и Гуюка, с одной стороны, и Батыя, с другой стороны, возник конфликт из-за старшинства во время Западного похода монголов. Батый пожаловался на их своеволие великому хану Угэдэю, отцу Гуюка. Тот, признал правоту Батыя, назначил его предводителем похода и отдал своего сына ему на суд. Также поступил и Чагатай, дед Бури. Но Батый понимал, что не может наказать ни сына великого хана, ни любимого внука Чагатая, поэтому был вынужден был проявить великодушие и простить оскорбление. Эта ссора получит развитие позже, когда Бури поддержит Гуюка во время конфликта с Батыем.
Зимой 1239—1240 годов Бури вместе с Мунке, Гуюком и Каданом участвовал в 3-месячной осаде города Минкас (М.к.с, Ме-це-сы), закончившейся общим штурмом на протяжении нескольких дней подряд и расправой с жителями.
Во время разорения Киева Батыем Бури находился в его войсках, затем воевал в Венгрии вместе с Каданом.
Бури поддерживал Гуюка во время борьбы за власть великого хана и в 1246 году участвовал в его коронации, представляя улус Чагатая вместе с Хара-Хулагу, Есу-Мункэ и Байдаром. В 1248 году, в начале похода против Батыя, Гуюк умер и Бури поддержал его вдову Огул-Гаймыш в борьбе за пост регента. В 1251 году на курултае великим ханом был избран Мунке, которого поддержали Батый и Берке. Мунке казнил хатунь Огул-Гаймыш и её сторонников, а пленённого Бури выслал Батыю. В 1252 году Бури был казнён по приказу Батыя.